# Diecezja Chitré
Diecezja Chitré (łac. Dioecesis Citrensis) – diecezja Kościoła rzymskokatolickiego w Panamie. Należy do metropolii panamskiej. Została erygowana 21 lipca 1962.

## Główne świątynie
- Katedra: Katedra św. Jana Chrzciciela w Chitré

## Biskupi diecezjalni
- José María Carrizo Villarreal (1963–1994)
- José Luis Lacunza OAR (1994–1999)
- Fernando Torres Durán (1999–2013)
- Rafael Valdivieso Miranda (od 2013)